# Gregg Rolie

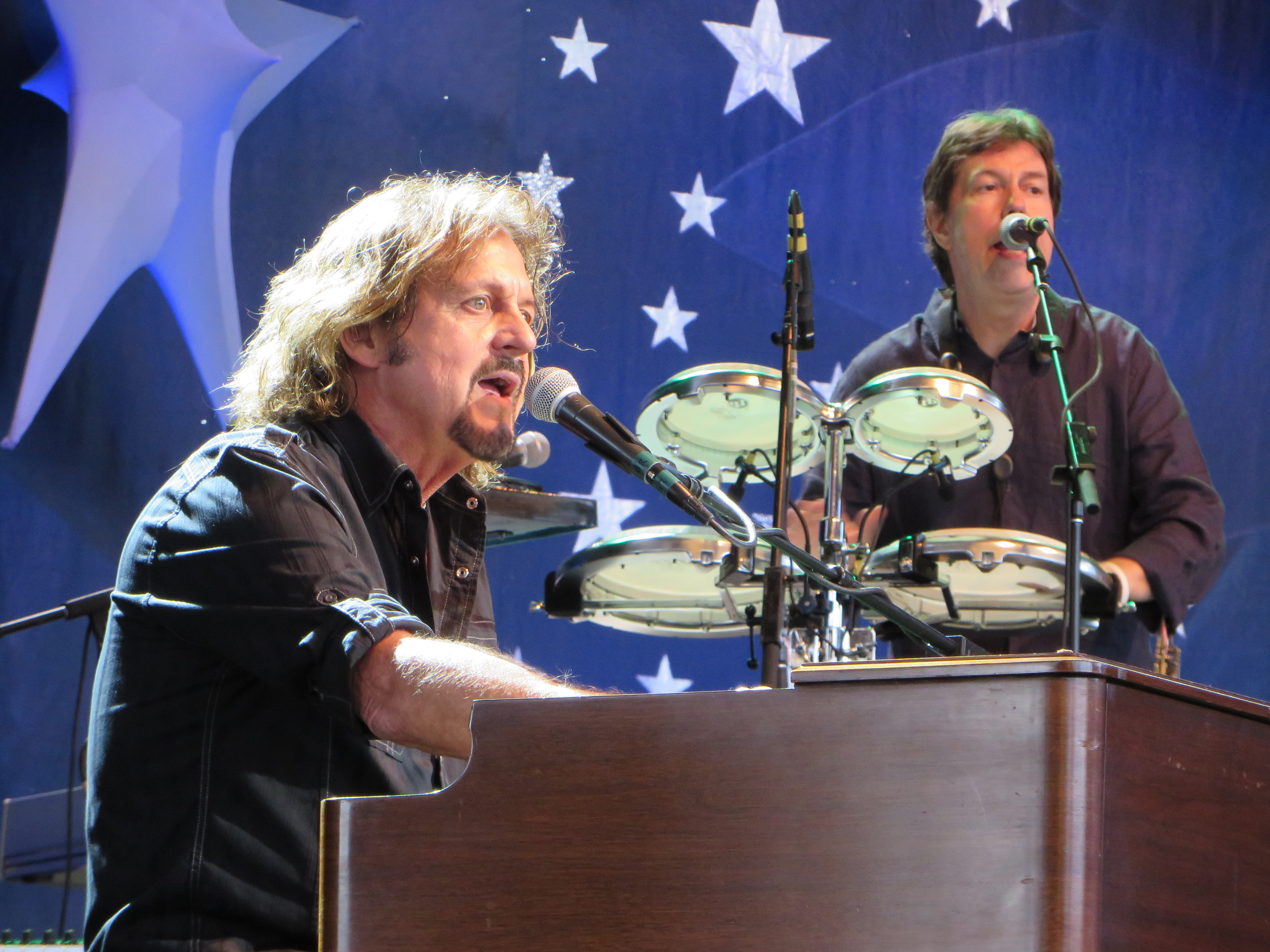
Gregg Rolie an den Keyboards von Ringo Starrs All Starr Band 2014

Gregg Rolie (* 17. Juni 1947 in Seattle, Washington) ist ein US-amerikanischer Keyboarder, Organist und Sänger. Er war Gründungsmitglied der Bands von Santana, Journey, The Storm und Abraxas Pool und führt aktuell die Gregg Rolie Band.

## Werdegang als Musiker
1965 spielte Rolie auf einer High School Tanzveranstaltung der Serra High School in San Mateo, Kalifornien mit der Band William Penn and his Pals.
Ende 1966 schloss er sich Carlos Santana  an, um mit weiteren Musikern die Santana Blues Band zu gründen, deren Name sich später in Santana verkürzte. Rolie hatte Anteil an der ersten Welle von Santanas Erfolg (u. a. Samba Pa Ti). Er trat mit Santana auf dem Woodstock-Festival auf (Woodstock Music and Art Festival) und erschien auf mehreren Hitalben (z. B. Abraxas, 1971, und Caravanserai, 1972). Schließlich verließ Rolie jedoch die Band wegen dauerhafter Meinungsverschiedenheiten über die musikalische Ausrichtung Ende 1971. Er ging nach Seattle, eröffnete mit seinem Vater zusammen ein Restaurant, das aber nicht gut lief.
1973  gründete Roile zusammen mit dem Gitarrist Neal Schon (ebenfalls Ex-Santana-Mitglied) die Band Journey. Sie bestand außer Rolie aus Schon, Aynsley Dunbar, George Tickner und Ross Valory. Es entstanden die Alben Journey, Look into the Future, Infinity und Departure. Zu Beginn der Bandgeschichte war er Leadsänger und Keyboarder, als aber Steve Perry hinzustieß, wurde er zunehmend in den Hintergrundgesang gedrängt.
Nachdem er Journey 1980 verlassen hatte, veröffentlichte Rolie mehrere Soloalben, darunter 1985 das selbstbetitelte Album Gregg Rolie. Dieses Album enthält den Song I Wanna Go Back, der später ein Hit für Eddie Money wurde. Unterstützt wurde Rolie für dieses Album von Carlos Santana, Peter Wolf, Neal Schon und Craig Chaquico. Ein zweites Soloalbum Gringo erschien 1987.
Rolie gründete 1991 zusammen mit Steve Smith, Ross Valory, Josh Ramos und Kevan Chalfant, dessen Stimme derjenigen von Steve Perry ähnelt, die Band The Storm. Ihr selbstbetiteltes Album kam auf Platz drei der Billboard Album Charts, die Auskopplung I've Got A Lot To Learn About Love unter die ersten Zehn der Single-Charts. Trotz dieses ersten Erfolges war das zweite, 1993 aufgenommenes Album ein Ladenhüter, da sich die Musikindustrie dem Geschmack des Publikums nach Rap und Alternative Music zuwandte. Es wurde 1996 nur noch begrenzt aufgelegt. In der 2. Hälfte der 1990er Jahre gründeten Rolie und Neal zusammen mit anderen Santana-Bandmitgliedern die Band Abraxas Pool, die eine Reihe von Live-Auftritten in Kalifornien hatte und 1997 auch gleichnamiges Album herausbrachte. Mit Erscheinen des Santana-Albums Supernatural 1999 geriet dieses Solo-Bandprojekt wieder in die Vergessenheit. 2001 veröffentlichte Rolie mit Roots ein weiteres Soloalbum.
Rolie wurde sowohl als Mitglied der Band Santana als auch als Mitglied der Band Journey (2017) in die Rock and Roll Hall of Fame aufgenommen.

## Karitatives Engagement
Rolie fördert die musikalische Erziehung von Kindern. 2005 unterzeichnete er als offizieller Unterstützer für die gemeinnützige Little Kids Rock Organisation, die Instrumente und kostenlose Unterrichtsstunden für Kinder an öffentlichen Schulen in den ganzen USA zur Verfügung stellt. Er ist Ehrenmitglied und Direktor im Vorstand der Organisation.

## Diskografie

### Solo
Studio-Alben:
- Gregg Rolie
- Gringo
- Roots
- Five Days (Mini-Album)
- Sonic Ranch

Live-Alben:
- Live at the Iridium (mit Alan Haynes)

### Mit Journey
Studio-Alben:
- Journey
- Look into the Future
- Next
- Infinity
- Evolution
- Departure
- Dream After Dream

Live-Alben:
- Captured

Kompilationen:
- In the Beginning
- Greatest Hits
- The Ballade
- Time3
- The Essential Journey